# Eddy Bembuana-Keve
Eddy Bembuana-Keve (* 24. Dezember 1972 in Zaire) ist ein ehemaliger kongolesischer Fußballspieler. Der 182 cm große Stürmer nahm mit der Nationalmannschaft seines Heimatlandes an der Fußball-Afrikameisterschaft 1998 teil und erzielte in drei Spielen ein Tor. Im Sommer 2003 beendete Bembuana-Keve seine Karriere.

## Karriere
- 1987–1992: J.S.MA FC (Rép Dém du Congo)
- 1993–1994: Levalois FC (Belgien)
- 1994–1996: FC Comblain Sport (Belgien)
- 1996–1997: RCS Verviétois (Belgien)
- 1997–1999: SK Lommel (Belgien)
- 1999–2001: R.A.A. La Louvière (Belgien)
- 2001–2002: US Avellino (Italien)
- 2002–2003: KFC Verbroedering Geel (Belgien)